# Justin Bieber: Never Say Never
Justin Bieber: Never Say Never é um documentário musical exibido em 3D sobre a vida do cantor pop canadense Justin Bieber que foi lançado em 11 de fevereiro de 2011 no Canadá e nos Estados Unidos. O filme é dirigido por Jon M. Chu e tem como estrela principal Bieber. Conta com as participações especiais de Usher, Jaden Smith, Miley Cyrus e outros.

## Sinopse
O filme segue a estrela pop Justin Bieber durante 10 dias em contagem regressiva para a apresentação que é considerada a mais prestigiosa de sua carreira, em 31 de agosto de 2010 no Madison Square Garden, em que os ingressos se esgotaram em 22 minutos. Ele mostra imagens de performances durante a My World Tour, algumas fãs e fala sobre a tradição da "One Less Lonely Girl", onde se convida uma garota para subir ao palco. São mostradas entrevistas com vários amigos e familiares de Bieber e os bastidores de sua turnê.
O filme também inclui uma visita de Justin a sua cidade natal, Stratford, enquanto realizava sua turnê pelo Canadá. Ele é surpreendido perdendo sua voz enquanto se divertia com os amigos. Relutante, ele aceita cancelar dois shows no Canadá e fica sem poder falar por alguns dias, para que recupere sua voz e possa realizar a próxima apresentação no Madison Square Garden.
No documentário, também aparece algumas histórias, fotos e vídeos da infância de Justin.

## Elenco
- Justin Bieber
- Boyz II Men
- Miley Cyrus
- Sean Kingston
- Ludacris
- Jaden Smith
- Usher
- Pattie Mallette
- Kenny Hamilton
- Scooter Braun
- Jan Smith
- Jeremy Bieber
- L.A. Reid
- Snoop Dogg

## Antecedentes

### Pré-produção
Em 2 de Agosto de 2010, o Deadline.com relatou que a Paramount Pictures estava preparando um filme com o cantor. O site também informou que o filme seria dirigido pelo vencedor de um Oscar, Davis Guggenheim. O filme, ainda sem título também teria performances de Justin na My World Tour. O empresário de Bieber, Scooter Braun e o presidente da Island Def Jam, L.A. Reid, aproveitaram para produzir um álbum com previsão de lançamento para o Dia dos namorados de 2011 Depois que o relatório foi publicado, Justin confirmou a notícia em seu Twitter, e disse que seria lançado em 11 de fevereiro de 2011. Em seguida, Bieber afirmou que as atuações do filme aconteceriam no Madison Square Garden em Nova Iorque, durante a turnê. Em 4 de agosto de 2010, o Deadline relatou que Guggenheim tinha saído da direção do filme.
Depois de alguns dias, em 13 de agosto de 2010, foi relatado que "Jon Chu" foi contratado para dirigir o filme. Ao dirigir o filme, Jon Chu afirmou que "aproveitou a oportunidade para contar uma história com honestidade e com o coração", como ninguém sabia que Bieber tinha uma "verdadeira e exploradora história". Chu passou a dizer que esperava contar sua história como em um caminho genuíno, utilizando todos os materiais disponíveis para tornar sua história um ícone desta era.
Em outra entrevista, Chu disse que o filme estava sendo feito para fãs e não fãs, ele disse: "Nós vamos explorar e contar sua história dizendo de onde ele veio." Mais tarde, explicou que a história de Justin era fascinante devido ter muito haver com o estilo de vida digital moderna, como usar o YouTube, e como ela é "uma história muito legal para o nosso tempo." Quando perguntado sobre o tipo de filme, ele disse: "Não vai ser um filme com atuação nas cenas e agora não posso mais falar sobre o resto." "Não é um típico filme-concerto e nem um filme biográfico, mas sobre a história da vida dele."

### Desenvolvimento
"Nós tivemos essa ideia da hiperligação no filme, que é o que faz com que ele seja com um filme realmente interessante, não é como os outros filme-concertos onde você está no palco e então vai para os bastidores e depois palco e bastidores. Não é apenas o concerto... esse é um filme musical, quando palavras não são o suficiente para contar a história da sua vida, [nós usamos a música]."

Jon Chu sobre a ideia da hiperligação no filme.
Em 24 de agosto de 2010, no Twitter, Justin e Chu anunciaram que os fãs poderiam participar de um concurso para ser parte do filme através do envio de um vídeo caseiro cantando "That Should Be Me" ou então mostrar como "U Smile" enviando uma foto ou vídeo. A competição durou 24 horas. Em 31 de agosto de 2010, as filmagens do show que apareceria no filme começaram a serem gravadas no Madison Square Garden, onde Bieber vestiu sua roupa branca e roxa da turnê. Justin fez performances de várias de suas músicas, com a participação de cantores como Usher, Miley Cyrus, Jaden Smith, Boyz II Men, Sean Kingston e de Ludacris. Em uma revisão, Jocelyn Vena da MTV News disse: "Quaisquer sinais de que Bieber havia caído doente dois dias antes não eram evidentes. Ele se curou depressa para as câmeras que estavam filmando o show de seu próximo filme."
Ao explicar o enredo do filme, Jon Chu disse que o enredo era, ao contrário de filmes concerto em que só se vê música e os bastidores da apresentação, ele contará a história da ascensão da carreira de Justin, e a "história de sua vida" usando a música. O diretor comentou que a única coisa superior que eles querem no filme foi honestidade, explicando: "As pessoas têm uma noção muito pré-concebida de Justin Bieber, elas podem pensar o que quiserem, mas nós queremos mostrar o lado honesto de Justin". No momento de uma sessão de autógrafos em Los Angeles no lançamento de sua biografia "First Step 2 Forever: My Story", Bieber disse que com o filme, ele queria mostrar as pessoas que estão desestimuladas da vida que  vão dizer que não podem fazer algo, se lembrarem de que o céu é o limite. Ele continuou explicando: "Você é capaz de fazer qualquer coisa se você mentalizar enquanto se lembra de Deus em primeiro lugar." "Então eu acho que o filme é realmente inspirador." Jon refletiu dizendo: "Cada passo, todos sempre disseram, não, não, não, e ele sempre dizia, sim, sim, sim. E esse tipo de Nunca diga Nunca é uma boa ideia." Segundo o diretor, o ponto central do filme é ajudar a inspirar crianças a seguirem seus sonhos, e que ninguém pode impedi-las.

## Promoção
Em 13 de outubro de 2010, Chu twittou dizendo que os fãs de Bieber deveriam resolver o enigma do poster do filme, que iria revelar o título do filme. Peças do quebra-cabeça foram revelados por Usher, Ellen DeGeneres, Ryan Seacrest e o empresário de Justin, Scooter Braun. A parte final foi revelada dois dias depois, um tweet do Usa Today revelou o título do filme que seria Justin Bieber: Never Say Never.
O primeiro trailer estreou em 26 de outubro de 2010, composto de imagens de bastidores e sua ascensão á fama, e entrevistas com pessoas como Usher e Scooter Braun. Matt Elias da MTV News disse que ele contém grandes movimentos de câmeras varrendo para dar uma sensação épica. Elias também disse que o trailer mostra que o filme foi mais que um filme-concerto, e "levá-lo além do palco e mostrar sua rotina e vida cotidiana", é fazer um foco maior em seus fãs. No dia do lançamento do trailer, Bieber surpreendeu o público de Los Angeles da sua turnê My World Tour, revelando o trailer. Em 22 de novembro de 2010, foi revelado que o filme seria exibido logo no início de fevereiro de 2011 para os telespectadores selecionarem o trailer. Fãs já puderam comprar ingressos em 29 de novembro de 2010, e também receberam como suvenir, um cordão VIP, uma pulseira e um óculos 3D roxo.  Ele enfatizou o aspecto 3D, começando com Bieber jogando pipoca como nunca antes retratado na tela. Foram mostradas imagens de casa, cenas de bastidores e clipes, incluindo Justin jogando a camisa no meio da multidão. O fim do trailer mostra Bieber sobre as câmeras de um filme 3D, bem como o filme tem um óculos 3D roxo.

## Recepção

### Crítica profissional
No site agregador de críticas Rotten Tomatoes, 70% das  resenhas dos críticos são positivas, com uma classificação média de 5,8/10. O consenso disse que: "Como um documentário sobre uma turnê, houve pouca inspiração, mas como um filme 3D sobre como foi a construção de um fenômeno da cultura pop, o filme é sem dúvida divertido." O Metacritic, que usa uma média ponderada, atribuiu ao filme uma pontuação de 52 em 100, baseado em 22 críticos, indicando críticas "mistas ou médias". Peter Hartlaub do San Francisco Chronicle deu ao filme 2 de 4 estrelas, afirmando que o documentário certamente vai agradar a grande base de fãs de Bieber, e os adultos podem achar o filme bem tolerável.

### Bilheteria
Em seu dia de estréia nos cinemas, o filme liderou as bilheterias tendo arrecadado aproximadamente US$ 12,4 milhões em 3.105 salas de cinema. O filme arrecadou US$ 29,514,054 no final de semana, e foi derrotado pela comédia romântica Just Go With It, que arrecadou US$ 31 milhões. Justin Bieber: Never Say Never excedeu as perspectivas da indústria, que arrecadou quase o mesmo que o filme Hannah Montana & Miley Cyrus: Best of Both Worlds Concert, de Miley Cyrus que arrecadou US$ 31,1 milhões e ainda detém o recorde de estreia de um documentário de música pop. Além disso, arrecadou no final de semana mais que o documentário Michael Jackson's This Is It, e pelo menos duas vezes mais que o filme Jonas Brothers: The 3D Concert Experience, sendo que em dois dias Never Say Never arrecadou oque o filme-concerto dos Jonas Brothers arrecadou em seu total.
Nos Estados Unidos, o documentário se tornou o filme sobre concertos de música com maior bilheteria desde 1984, e o documentário com a terceira maior bilheteria desde 1982.

## Director's Fan Cut
O filme foi re-lançado em uma edição limitada na versão alternativa chamada Justin Bieber: Never Say Never - Director's Fan Cut, em 25 de fevereiro de 2011 nos Estados Unidos e Canadá. Esta versão possui 40 minutos de novas cenas, enquanto que a versão original possui 30 minutos por ter partes que foram removidas, portanto o seu tempo de duração é de 115 minutos - 10 minutos a mais que o original. As cenas são precedidas por um curta-metragem de The Legion of Extraordinary Dancers, outro projeto do diretor Jon M. Chu.

## DVD e Blu-ray
A Paramount Home Entertainment lançou o filme em DVD e Blu-ray nos Estados Unidos e Canadá em 13 de maio de 2011. No Brasil, o DVD e Blu-ray chegou as lojas em 20 de junho de 2011. A versão Justin Bieber: Never Say Never - Director's Fan Cut foi lançada em DVD nos Estados Unidos em 23 de agosto de 2011, sendo lançado exclusivamente em um DVD duplo e uma cópia digital.

## Exibição

### Brasil
No Brasil, Justin Bieber: Never Say Never foi exibido em televisão aberta pela Rede Globo no dia 1º de fevereiro de 2014 na sessão de filmes Cine Fã-Clube.